# یواس‌اس آیووا
| یواس‌اس آیووا       | یواس‌اس آیووا          |  |
| ------------------ | --------------------- |  |
|                    |                       |  |
| اطلاعات کلی        |                       |  |
| نوع کشتی           | نبردناو               |  |
| کلاس               | کلاس آیووا            |  |
| کشور سازنده        | ایالات متحده آمریکا   |  |
| ساخت کارخانه       | کشتی‌سازی نیویورک      |  |
| تاریخ سفارش        | ۱ ژوئیه ۱۹۳۹          |  |
| تاریخ به آب اندازی | ۲۷ ژوئن ۱۹۴۰          |  |
| ورود به ناوگان     | ۲۲ فوریه ۱۹۴۳         |  |
| مشخصات             |                       |  |
| طول کشتی           | ۲۷۰ متر               |  |
| پهنای بدنه         | ۱۱٫۳ متر              |  |
| ارتفاع ستون        | ۳۲٫۹ متر              |  |
| بارگیری استاندارد  | ۴۵٬۰۰۰ تن             |  |
| سرعت               | ۳۳ گره دریایی         |  |
| جنگ‌افزارها         |                       |  |
| هواگردهای قابل حمل | بالگرد-هواپیما آب‌نشین |  |
| سرنوشت             |                       |  |
| تاریخ خروج از خدمت | ۱۱ مارس ۲۰۰۶          |  |

یواس‌اس آیووا، (به انگلیسی: USS Iowa) سَرنبردناوِ نبردناوهای کلاس آیوا و چهارمین کشتی جنگی است که به نام ۲۹امین ایالت آمریکا، آیووا نامگذاری شده است. در پی از رده خارج شدن نبردناوهای کلاس مونتانا، نبردناو یواس‌اس آیووا، واپسین سَرنبردناو در همه نیروی دریایی ایالات متحده آمریکا بود.
آیووا تنها نبردناو از چهار نبردناو کلاسِ آیووا بود که در طول جنگ جهانی دوم در اقیانوس اطلس خدمت کرد. فرانکلین دلانو روزولت در خلال جنگ جهانی دوم، به وسیله این نبردناو برای کنفرانس تهران به ایران سفر کرد. این کشتی از سال ۲۰۱۱ به عنوان یک جاذبه گردشگری در سانفرانسیسکو مورد استفاده قرار گرفت.

## تاریخچه عملیاتی

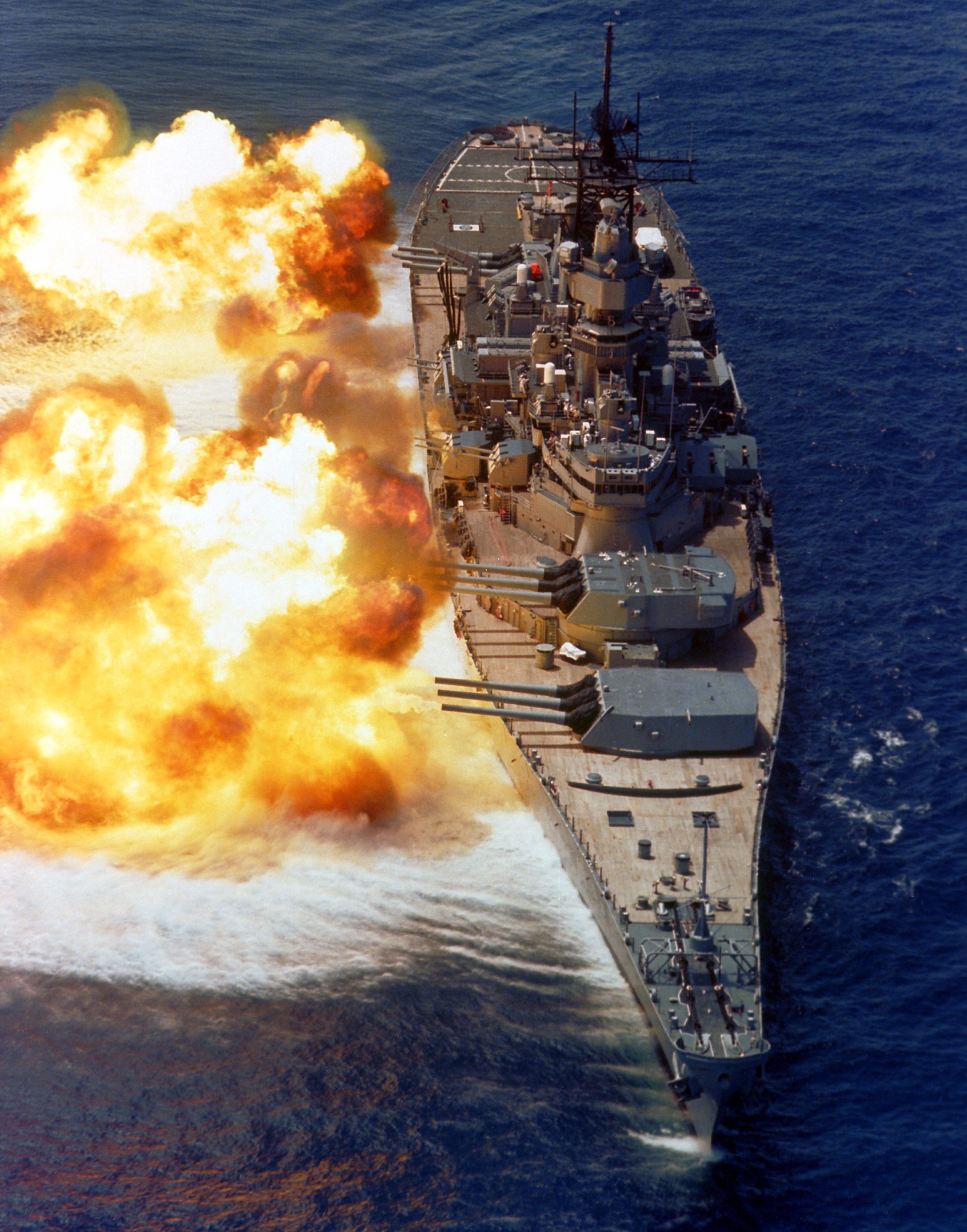
نمای کمانی از نبرد ناو USS IOWA (BB-61) که در جریان نمایش قدرت آتش، تفنگ های 16 اینچی/50 کالیبر Mark 7 خود را از سمت راست شلیک می کند.

طرح ساخت آیووا به همراه سه کشتی دیگر به عنوان نبردناوهای تندرو کلاس آیووا در سال ۱۹۳۸ آغاز شد. روز دوم اوت ۱۹۴۲ به آب انداخته شد و در ۲۲ فوریه ۱۹۴۳ به طور رسمی وارد نیروی دریایی آمریکا شد. آتشبار اصلی آیووا را ۹ توپ کالیبر ۱۶ اینچی یا ۴۰۶ میلی‌متری مارک ۷ تشکیل می‌داد که هر یک از گلوله‌های زره‌شکاف آنها ۱۲۰۰ کیلوگرم وزن و حدود ۳۷ کیلومتر برد داشت. آتشبار ثانویه کشتی را هم ۲۰ توپ کالیبر ۱۳۰ م‌م با طول لوله ۳۸ برابر کالیبر تشکیل می‌داد که در دو برجک کشتی قرار گرفته و توانایی شلیک به اهدافی در مسافت ۲۲ کیلومتر را داشتند.
ورود نیروی هوایی به عرصه نبردهای دریایی و اهمیت روزافزون تصاحب و حفظ برتری هوایی برای حفاظت از ناوگان در حال افزایش ناوهای هواپیمابر متفقین باعث شد تا ستونی از توپ‌های ضدهوایی ۴۰ و ۲۰ میلی متری بوفورس نیز به نبردناوهای کلاس آیووا افزوده شود.
آیووا پس از حضور فعال در جنگ جهانی دوم و جنگ کره در ۲۴ فوریه سال ۱۹۵۸ از خدمت فعال در نیروی دریایی آمریکا خارج شد و به ناوگان ذخیره آتلانتیک پیوست. اما در دهه ۱۹۸۰ در دوران ریاست جمهوری رونالد ریگان و در قالب برنامه افزایش توانایی نیروی دریایی آمریکا تصمیم به بازگرداندن هر چهار نبردناو کلاس آیووا به خدمت نظامی گرفته شد. هزینه مدرنیزاسیون و فعال سازی مجدد این چهار کشتی حدود یک میلیارد و ۷۰۰ میلیون دلار بود. در جریان بهینه سازی پیش از آغاز فعالیت مجدد تمام توپ‌های ضدهوایی ۲۰ و ۴۰ م‌م و همچنین هشت توپ ۱۳۰ م‌م آن برداشته شدند و سلاح‌های مدرن موجود در آن زمان به آنها افزوده شد.
چهار لانچر چهارتایی موشک‌های ضدکشتی هارپون و هشت لانچر زرهپوش برای شلیک ۳۲ موشک کروز تاماهاوک و چهار سامانه دفاع نزدیک دریایی فالانکس با مسلسل‌های گاتلینگ ۲۰ میلی‌متری به عنوان آخرین مرحله دفاع در مقابل موشک‌های ضد کشتی و هواپیماهای دشمن از جمله تجهیزات نظامی جدید نبردناو آیووا بود. هواگردهای بدون سرنشین آرکیو-۲ هم در اختیار این نبردناو قرار داده شد و هشت پهپاد هم جای هلیکوپترهایی را گرفتند که برای شناسایی محل شلیک توپ‌های ۱۶ اینچی آیووا استفاده می‌شدند. رادارها و سامانه‌های کنترل آتش کشتی توپ‌ها و موشک‌های کشتی هم بهینه‌سازی شده و قابلیت‌های تازه‌ای برای جنگ الکترونیکی به آن افزوده شد. با پایان جنگ سرد در سال ۱۹۹۰ و کاهش هزینه‌های نظامی آمریکا هر چهار نبردناو کلاس آیووا از خدمت نظامی خارج شدند.

## نگارخانه

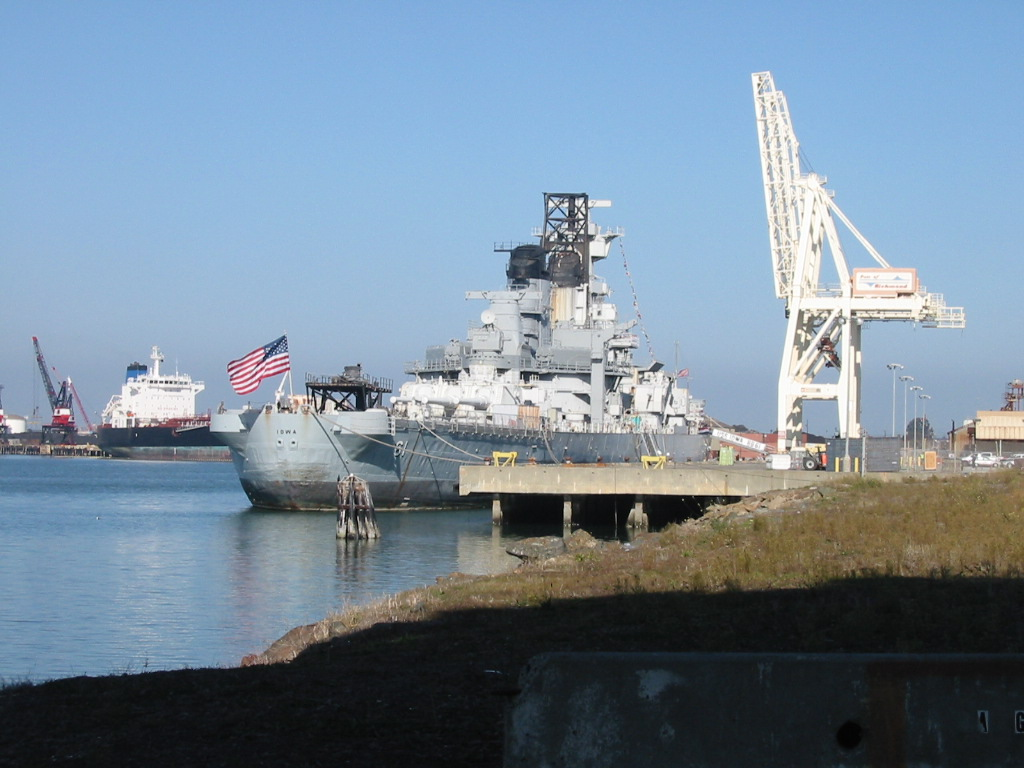
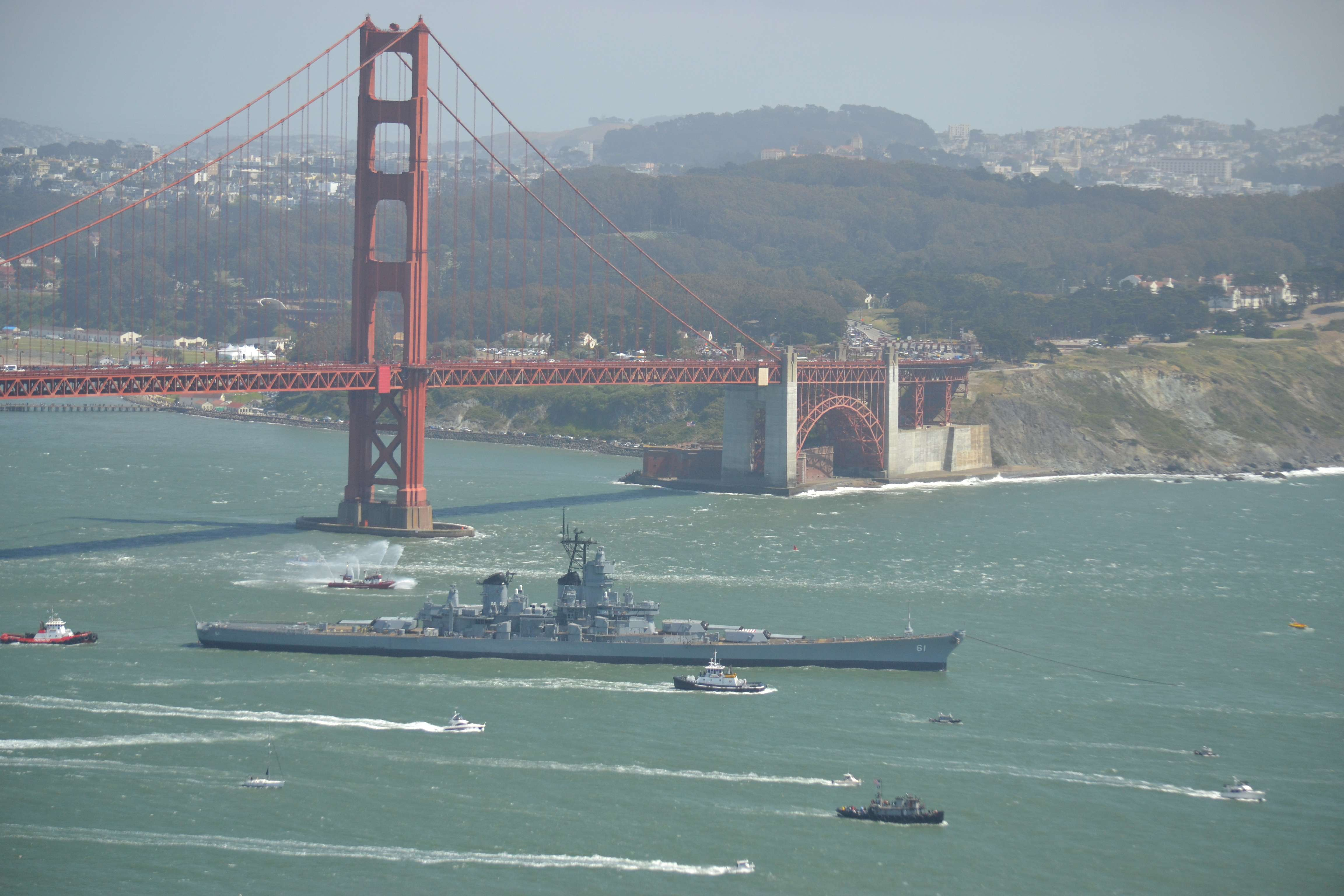